# František Čapek (politik)
František Čapek (31. března 1828 Lomnice nad Popelkou – 17. prosince 1905 Jičín) byl rakouský a český právník a politik, v 2. polovině 19. století poslanec Říšské rady.

## Biografie
Působil jako zemský advokát. Byl veřejně a politicky činný. Byl předsedou Občanské záložny v Jičíně, členem okresního a obecního zastupitelstva v Jičíně, jakož i jičínské městské rady. Výkonu advokátní praxe se vzdal v listopadu 1903.
Byl též poslancem Říšské rady (celostátního parlamentu Předlitavska), kam nastoupil doplňovacích volbách roku 1882 za kurii venkovských obcí v Čechách, obvod Jičín, Nová Paka atd. Slib složil 15. února 1882, již 5. prosince 1882 ale byla na schůzi parlamentu oznámena jeho rezignace. Ve volebním období 1879–1885 se uvádí jako Dr. Franz Čapek, advokát, bytem Jičín. Na Říšskou radu usedl jako kandidát Českého klubu, který sdružoval staročeské, mladočeské i velkostatkářské křídlo české politiky. Získal 134 ze 139 odevzdaných hlasů.
17. dubna 1865 se v Jičíně oženil s devatenáctiletou Marií Landovou, dcerou řeznického mistra ze vsi Humny u Kladna.
Zemřel v prosinci 1905 v Jičíně ve věku 78 let. Pohřben byl na zdejším městském hřbitově

## Odkazy

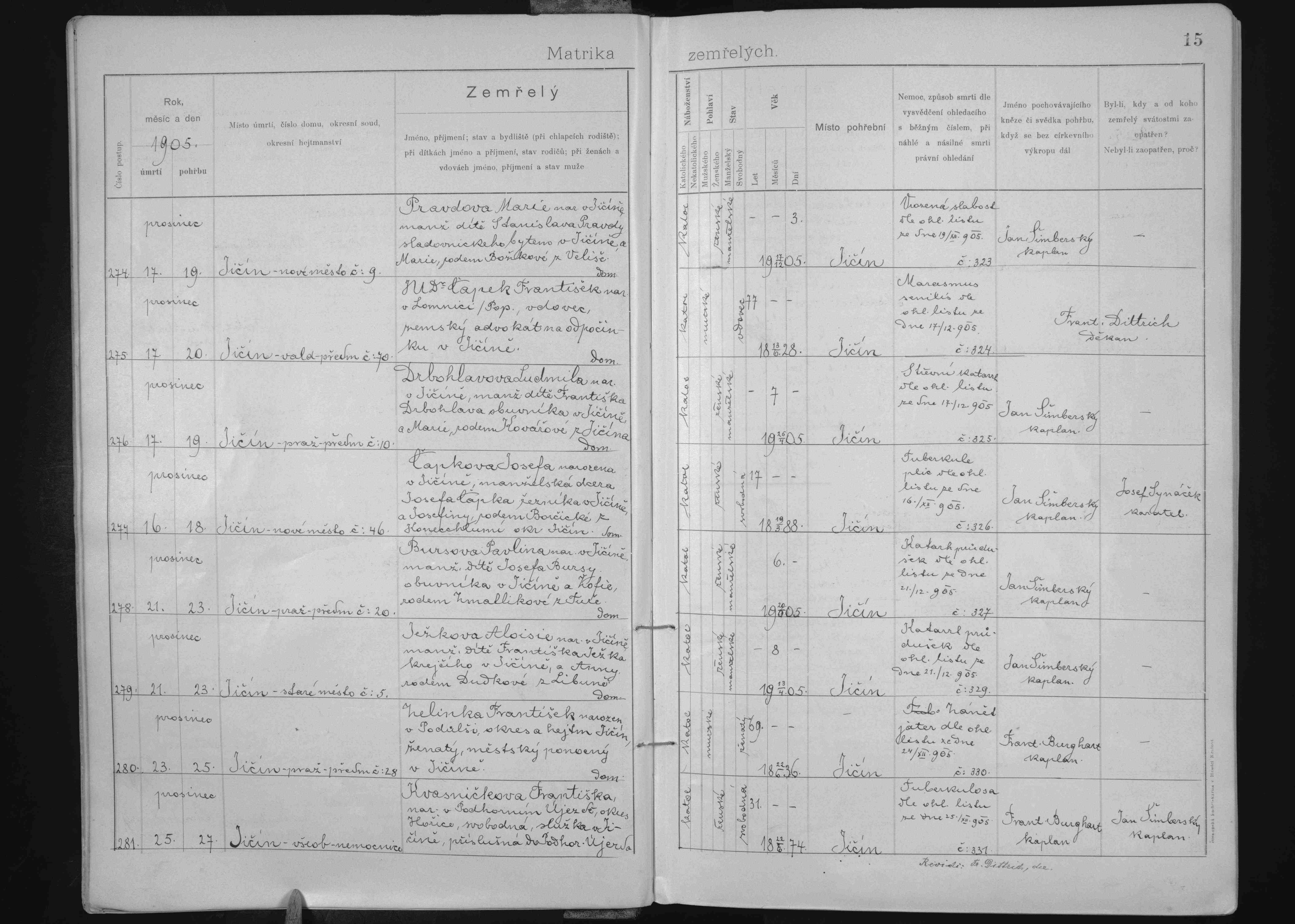
Záznam v jičínské matrice o úmrtí Františka Čapka